# Notiobiella tumida
Notiobiella tumida is een insect uit de familie van de bruine gaasvliegen (Hemerobiidae), die tot de orde netvleugeligen (Neuroptera) behoort. 
Notiobiella tumida is voor het eerst wetenschappelijk beschreven door Navás in 1925.